# Акшаулі
Акшаулі́ (каз. Ақшәулі) — село у складі Аягозького району Абайської області Казахстану. Адміністративний центр Акшаулинського сільського округу.
Населення — 537 осіб (2021; 1127 у 2009, 1768 у 1999, 1680 у 1989).
Національний склад станом на 1989 рік:
- казахи — 100 %

До 1992 року село називалось Аксауле.